# آبراهام شنئور
آبراهام شنئور (انگلیسی: Abraham Shneior؛ ۹ دسامبر ۱۹۲۸ – ۲۴ فوریه ۱۹۹۸) بازیکن بسکتبال اهل اسرائیل بود. وی در بازی‌های المپیک تابستانی ۱۹۵۲ شرکت کرده‌است.